# Tengatka basilanus
Tengatka basilanus är en insektsart som beskrevs av Baltasar Merino 1936. Tengatka basilanus ingår i släktet Tengatka och familjen dvärgstritar. Inga underarter finns listade i Catalogue of Life.